# Requisición de compra
Requisición de compra es una forma correcta de llamar a un "Requerimiento de compra": autorización al Departamento de Compras con el fin de abastecer bienes o servicios. Ésta a su vez es originada y aprobada por el Departamento que requiere los bienes o servicios.
Un requerimiento de compra puede ser emitida por cualquier área de la empresa tal como: Producción, Marketing, Almacén, Logística, etc.
Este documento es interno por lo que no debe ser utilizada como Orden de Compra

## Principales Características
- Un requerimiento de compra es propiedad del Departamento que la origina y no debe ser cambiada por el Departamento que compra sin antes obtener la aprobación del Departamento de abastecimiento.

- En algunos "ambientes" industriales (ej. la línea de producción), al Departamento que compra le puede ser asignada la responsabilidad de solicitar y comprar bienes. Esto es especialmente cierto para las compras de materia prima donde el Departamento de Compras también es responsable de la administración del inventario.

- Un requerimiento de compra no es una orden de compra y por lo tanto nunca debe ser usado para comprar bienes o servicios. Tampoco debe ser usado como autorización de pago para una factura proveniente de un proveedor de bienes o servicios.